# David J. Jones
David J. Jones (geboren am 29. Oktober 1883; gestorben am 28. Juli 1966 in Chicago) war ein amerikanischer Arzt und American-Football-Manager der Chicago Cardinals.

## Leben
David J. Jones stammt aus Johnstown in Pennsylvania. Seine Kindheit verbrachte er in Calumet (Michigan). 1904 zog er nach Chicago. Zunächst arbeitete er drei Jahre für das Versorgungsunternehmen Peoples Gas Light & Coke Company. Nach drei Jahren hatte er genug Geld gespart um ein Studium der Medizin zu beginnen. Nach Abschluss des Studiums begann als Arzt zu arbeiten. Unter anderem war er als Nachprüfungsarzt tätig.
1923 wurde er von Bürgermeister William E. Dever zum leitenden Amtsarzt von Chicago berufen. Eine seine ersten Aufgaben war die Erstellung eines Tests zur Feststellung der Fahrtüchtigkeit. Außerdem war er für die Untersuchung und weitere Betreuung von Arbeitsunfällen der Stadtbediensteten zuständig. Später führte er ein System zur Kontrolle der eingereichten Arztrechnungen ein und sparte so allein der Stadt im ersten Jahr 30.000 Dollar an zu hoch berechneten Kosten. Unter Devers Nachfolger William Hale Thompson verlor er den Job 1927, wurde ab 1931 erneut berufen. Erneuerte Berufungen erfolgten 1933, 1947 und 1955. Er war bis zu seinem Tod tätig.
1929 erwarb er von Chris O’Brien das finanzielle angeschlagene Football-Team Chicago Cardinals für 12.000 Dollar. Er konnte das Team jedoch nicht in die Gewinnzone führen. Es gelang ihm 1931 ein Abkommen mit George Halas, Besitzer der Chicago Bears, zu treffen, dass die Mannschaft im Heimstadion der Bears, im Wrigley Field, Spiele austragen durfte. 1932 verkaufte er das Team für 50.000 Dollar an Charles Bidwill.
Daneben hielt er noch Anteile am von 1925 bis 1931 bestehenden Profi-Basketball-Team Chicago Bruins von George Halas und war bis zu seinem Tod größter Minderheitsaktionär beim Baseball-Franchise Chicago Cubs.
Er war seit 1914 verheiratet und wohnte zuletzt in den Edgewater Beach Apartments.